# Unisław (województwo wielkopolskie)
Unisław – wieś w Polsce położona w województwie wielkopolskim, w powiecie krotoszyńskim, w gminie Krotoszyn.
W okresie Wielkiego Księstwa Poznańskiego (1815-1848) miejscowość należała do wsi większych w ówczesnym pruskim powiecie Krotoszyn w rejencji poznańskiej. Unisław należał do okręgu kobylińskiego tego powiatu i stanowił część majątku Suśnia, którego właścicielem był wówczas Radoliński. Według spisu urzędowego z 1837 roku wieś liczyła 152 mieszkańców, którzy zamieszkiwali 19 dymów (domostw).
W latach 1975–1998 miejscowość należała administracyjnie do województwa kaliskiego.